# Energie Cottbus
El FC Energie Cottbus (nombre completo: Fußballclub Energie Cottbus e.V. ) es un club de fútbol de Cottbus . Fue fundado en 1963 como SC Cottbus y cambió a BSG Energie Cottbus en 1966 . En 1990, la asociación deportiva de la empresa (BSG) se disolvió y el club pasó a llamarse FC Energie Cottbus. Los colores de su club han sido el rojo y el blanco desde su fundación.
El club ha llegado a las semifinales de la Copa DFB en dos ocasiones, de las cuales ganó una y avanzó a la final. Jugó en la 1.a y 2.a Bundesliga de 1997 a 2014 . Después de dos años de jugar en la Regionalliga Nordost , el FC Energie regresó a la 3a división en la temporada 2018/19 y ahora juega en la Regionalliga Nordost de la cuarta división alemana.

## Historia
El 31 de enero de 1966 Se funda el BSG Energie Cottbus.
1973 Consigue ascender por primera vez en su historia a la máxima categoría de la antigua RDA, la Oberliga, quedando subcampeón de su grupo de la Liga DDR.
1974 Queda en el penúltimo lugar (13º), descendiendo nuevamente.
1975 Vuelve a ascender a la Oberliga DDR.
1976 Desciende nuevamente, siendo el farolillo rojo.
1981 Otro ascenso a la Oberliga.
1982 Nuevo descenso al acabar el 13º.
1986 Ascenso la Oberliga.
1987 Descenso al acabar el 13º.
1988 Ascenso a la Oberliga.
1989 Por primera vez se mantiene en la Oberliga, quedando el 10.º.
1990 Mejora esa 10 posición, quedando el 7º. Se cambia el nombre a FC Energie Cottbus
1991 Última temporada de la Oberliga antes de la unificación alemana, queda el 13º.
1991 Queda encuadrado en la Oberliga Nordost Staffel Mitte (4 Nivel).
1994 Asciende a la Regionalliga (3 Nivel), gracias a la expansión de la Regionalliga.
1997 Campeón de la Regionalliga Nordost y ascenso a la 2. Bundesliga. Subcampeón de la copa alemana, se pierde la final con el VfB Stuttgart por 2-0.
2000 Ascenso por primera vez a la Bundesliga, gracias al 3 puesto.
2003 Descenso tras 3 años en la elite.
2006 2º Ascenso a la Bundesliga. El 14 de mayo de 2006, el Energie vence al TSV 1860 Múnich por 3:1 y aseguró su regreso a la Bundesliga. Será el único equipo de la ex Alemania del Este que juegue la temporada 2006-2007 de la Bundesliga.
2007 Acaba en una modesta 13 posición, una pequeña decepción, ya que a cinco jornadas del final, solo estaba a 3 puntos de puestos UEFA
2009 Acaba en la posición 16 con 30 puntos, luchando por la permanencia en la promoción de descenso contra el 1 FC. Nurenberg de la 2.Bundesliga.
2012 Desciende a la 2. Bundesliga.
2014 Desciende a la 3. Liga tras quedar de último entre 18 equipos
2016 desciende a la Regionalliga Nordost
2018 Vence a ETSV Weiche Flensburg y consigue el ascenso a la 3. Liga.

## Uniforme
- Uniforme titular: Camiseta, pantalón y medias rojas.
- Uniforme alternativo: Camiseta, pantalón y medias blancas.

## Jugadores

### Jugadores destacados
- Efstathios Aloneftis
- Gregg Berhalter
- Brian Bliss
- Markus Brzenska
- Jonas Hofmann
- Tim Kleindienst
- Andrzej Juskowiak
- Radosław Kałużny
- Dirk Lehmann
- Savo Pavićević
- Tomislav Piplica
- Laurentiu Reghecampf
- Santiago Silva
- Ervin Skela
- Tsanko Tsvetanov

## Palmarés

### Torneos nacionales
- Regionalliga Nordost: 4

1996/97, 2017/18, 2022/23, 2023/24
- Copa Bradenburgo: 6

1995, 1996, 1997, 2015, 2017, 2018
- Subcampeón de la Copa de Alemania en 1997.

## Curiosidades
- El 6 de abril de 2001, se convirtió en el primer equipo de la Bundesliga en alinear a 11 jugadores extranjeros. Los jugadores eran Tomislav Piplica, Faruk Hujdurovic, Bruno Akrapovic (Bosnia), Laurentiu-Aurelian Reghecampf (Rumania), Janos Matyus, Vasile Miriuta (Hungría), Rudi Vata (Albania), Moussa Latoundji (Benín), Andrzej Kobylanski (Polonia), Antun Labak (Croacia) y Franklin (Brasil). Además de ello, los tres suplentes también eran extranjeros, cuyos nombres eran Johnny Rödlund de Suecia, Sabin Ilie de Rumania y Witold Wawrzyczek de Polonia.[1]

- Energie alineaba seguidamente a 9 o 10 extranjeros en el campo en dicha temporada. Los jugadores alemanes aparecieron en 83 oportunidades, con el delantero Sebastian Helbig como el líder con 28.[2]